# (25085) Melena
(25085) Melena est un astéroïde de la ceinture principale.

## Description
(25085) Melena est un astéroïde de la ceinture principale. Il fut découvert le 14 septembre 1998 à la station Anderson Mesa par le programme LONEOS. Il présente une orbite caractérisée par un demi-grand axe de 2,57 UA, une excentricité de 0,09 et une inclinaison de 11,5° par rapport à l'écliptique.

## Compléments